# Sabin di Bulgaria
Sabin o Savin (in bulgaro Сабин, Савин?; VIII secolo – Costantinopoli, 766) fu un khan bulgaro che governò la il Primo Impero bulgaro dal 764 al 766. Fu il genero di Khan Kormisoš del clan Vokil.

## Biografia
Secondo alcuni ricercatori, Savin fu di origine slava, motivo per cui il suo nome non era presente nel Nominalia dei khan bulgari. Condusse trattative di pace con l'imperatore bizantino Costantino V, che inizialmente furono tenute segrete. Dopo l'apertura di questi negoziati, fu convocata un'assemblea nazionale, nella quale fu deciso che la Bulgaria non avrebbe concluso un trattato di pace con l'Impero bizantino. I sostenitori di una mano ferma verso l'Impero si rivolsero a Savin con le parole: "Per mezzo tuo, la Bulgaria sarà resa schiava dai Bizantini ". Dopo il concilio, abbandonato dai suoi sostenitori, nel 766 Savin cercò rifugio a Messemvria (l'odierna Nesebăr), da dove si diresse verso Costantinopoli. Lì fu ricevuto dall''imperatore, che organizzò il trasferimento della sua famiglia dalla Bulgaria. Nel 768 Savin fu presente alle trattative di Costantino V con il nuovo sovrano bulgaro Pagan, ma le parole dell'imperatore a favore di Savin non ebbero alcun effetto su Pagan. 
Savin trascorse il resto della sua vita in esilio a Costantinopoli dove morì nel 766.